# الصوم الكبير

الصَّوْمُ الكَبِيرُ أو الصَّوْمُ الأَرْبَعِينِيُّ (باللاتينيّة: Quadragesima؛ باليونانيّة: Μεγάλη Νηστεία) هو أحد فترات الصيام حسب الديانة المسيحية يبدأ في يوم أربعاء الرماد حسب الطقس اللاتيني، أما حسب الطقس الشرقي يبدأ يوم الاثنين. وتستمر فترة الصيام المسيحية إلى حوالي ستة أسابيع قبل عيد القيامة. الغرض التقليدي من الصوم الكبير هو إعداد المؤمنين من خلال الصلاة، والتوبة من الذنوب، والصدقة وممارسة أعمال الرحمة. تُقام طقوس الصوم الكبير من قِبل العديد من الكنائس المسيحية منها الكنيسة الأنجليكانية، والكالفينية، واللوثرية، والميثودية، والكنيسة الرومانية الكاثوليكية وفي تقاليد الكنيسة الأرثوذكسية الشرقية والمشرقية. تمارس اليوم أيضًا بعض الكنائس المعمدانية والإنجيلية الصوم الكبير.
يستمر زمن الصوم المسيحي خمسين يومًا، (40 يومًا هي أيام الصوم التي تسبق أسبوع الآلام فضلًا عن أسبوع الآلام بما فيه سبت النور بالإضافة إلى أربعة أيام تعويضية عن أيام الآحاد التي يتم الإفطار فيها وهذا هو المتعارف عليه في أغلب الكنائس)، وتختلف تقاليد الصوم المسيحي بحسب الطوائف والطقوس والليتورجيات؛ ويعد يوم أربعاء الرماد والذي يستمد تقاليده من الطقوس المسيحية الغربية، أول أيام الصوم المسيحي حيث تقيم كل من الكنيسة الرومانية الكاثوليكية، والكنيسة اللوثرية، الأنجليكانية، الميثودية والمشيخية طقوس دينية تتخلها صلوات ورسم إشارة الصليب بالرماد على الجباه.
تتنوع تقاليد الصوم الكبير في العالم المسيحي بين الامتناع عن الطعام ساعات محددة أو الامتناع عن ألوان محددة من الطعام؛ الكنيسة الرومانية الكاثوليكية وغيرها من الكنائس المسيحية الغربية تفرض على أتباعها انقطاع عن اللحوم ومنتوجات الحليب والأجبان يومي الأربعاء والجمعة، في حين أنّ الكنائس الأرثوذكسية الشرقية وغيرها من الكنائس ذات التقاليد المسيحية الشرقية تفرض انقطاع عن اللحوم لمدة أربعين يومًا.
إلى جانب الصلوات والانقطاع عن الطعام تقام رتب وطقوس خاصة في الكنيسة الرومانية الكاثوليكية بمناسبة الصوم الكبير منها رتبة درب الصليب وهي رتبة طقسية تقام في زمن الصوم الكبير، وفي أسبوع الآلام، في الكنيسة أو على الطرقات العامة، وتقرأ فيها نصوص صلب المسيح على أربع عشر مرحلة من العهد الجديد إلى جانب بعض المراحل المأخوذة من التقاليد المسيحية. وترفق كل مرحلة من المراحل بتلاوة صلاة الأبانا، وتأمل اجتماعي أو روحي معيّن. يقام درب الصليب في الكنيسة الكاثوليكية، وهناك ممارسات شبيهة لدى الطوائف الأخرى.